# Serica doiinthanonensis
Serica doiinthanonensis är en skalbaggsart som beskrevs av Ahrens 2005. Serica doiinthanonensis ingår i släktet Serica och familjen Melolonthidae. Inga underarter finns listade i Catalogue of Life.